# 利奇菲尔德 (英国)
利奇菲爾德（英語：Lichfield）是英國英格蘭斯塔福德郡南部的一個大教堂城市和民政教區，位於郡治斯塔福德東南約 29 公里、魯吉利東南 13.0 公里、沃爾索爾東北 14 公里、塔姆沃思西北 12.7 公里、特倫特河畔伯頓西南 21 公里以及伯明翰市中心以北約 25 公里處。在 2021 年人口普查時，人口為 34,738 人，而更大的利奇菲爾德區人口為 106,400 人。
利奇菲爾德以其三尖頂的中世紀大教堂而聞名，亦是第一部權威英語詞典作者山繆·詹森的出生地。 這座城市有記載的歷史始於公元 669 年，當時該城該漸發展為麥西亞王國的教會中心。
這座城市的發展在 12 世紀得到了鞏固，當時的梯形街道格局仍沿用至今。 利奇菲爾德的鼎盛時期是在 18 世紀，當時它發展成為一個欣欣向榮的學術城市，並成為許多名人的故鄉，包括塞繆爾·約翰遜、大衛·加里克和伊拉斯謨·達爾文等，促使約翰遜稱利奇菲爾德為“哲學家之城”。
今天，這座城市仍然保持著昔日作為教會中心的重要性，其工業和商業發展受到限制。 市中心擁有 230 多座登錄建築（包括許多喬治式建築），並保留了大部分歷史特色。

## 歷史
從 1650 年代起，利奇菲爾德開始發展成活躍的陸路中心貿易，作為倫敦和切斯特之間繁忙貿易路線的中轉站，使其成為斯塔福德郡當時最繁華的城鎮。 利奇菲爾德的發展在 18 世紀，特別是在 1800 年至 1840 年期間達到頂峰，這座城市在從倫敦到西北英格蘭和伯明翰到東北英格蘭的主要運輸路線上，並因為當時繁忙的驛站馬車服務而蓬勃發展。
第一次工業革命以及於1837年抵達當地的鐵路使利奇菲爾德終止了該市作為重要陸路貿易中轉站的角色。當鄰近的伯明翰於工業革命急速擴展、人口急速上升時，利奇菲爾德市規模基本保持不變。

## 地理
利奇菲爾德位於英格蘭西米德蘭茲地區斯塔福德郡東南部，佔地面積約 14.0 平方公里。 它位於伯明翰以北約 27 公里和倫敦西北 200 公里處。 這座城市東鄰特倫特河河谷。 當地地質主要是於三疊紀乾旱的沙漠條件下沉積的紅砂岩，並存在於市內許多古老建築中，包括利奇菲爾德大教堂和聖乍得教堂。

## 人口
在 2021 年人口普查時，利奇菲爾德市的人口為 34,738 人。 利奇菲爾德有 96.5% 的白人和 66.5% 的基督徒。 16 歲以上的人口中有 51% 已婚。 64% 的人就業，21% 的人退休。 所有這些數字都高於全國平均水平。
| 年份 | 1685  | 1781  | 1801  | 1831  | 1901  | 1911  | 1921  | 1931  | 1951   | 1961   | 1971   | 1981   | 1991   | 2001   | 2011   | 2021   |
| 人口 | 3,040 | 3,555 | 4,840 | 6,252 | 7,900 | 8,616 | 8,393 | 8,507 | 10,260 | 14,090 | 22,660 | 25,400 | 28,666 | 27,900 | 32,219 | 34,738 |
| %±   | -     | 16.9% | 36.1% | 29.2% | 26.4% | 9.1%  | -2.6% | 1.35% | 19.1%  | 37.3%  | 60.8%  | 12.1%  | 12.9%  | -2.7%  | 15.5%  | 7.8%   |

## 交通

### 鐵路

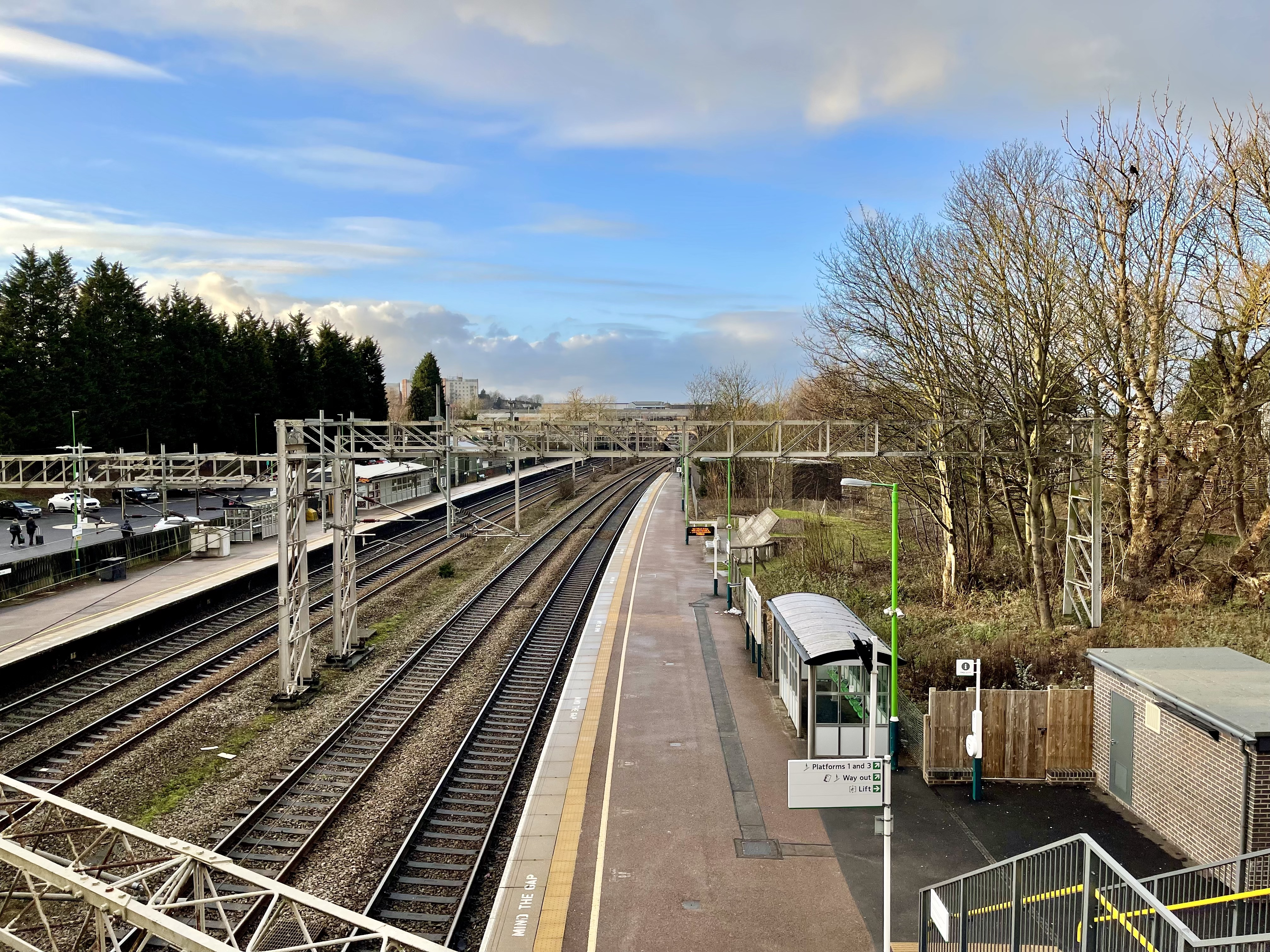
利奇菲爾德特倫特谷站月台

利奇菲爾德擁有兩個火車站：利奇菲爾德市和利奇菲爾德特倫特谷站，均由倫敦及西北鐵路公司建造。 這些車站現在是通勤路線跨城線北端的首兩個車站，該線穿過伯明翰市中心（經伯明翰新街站），並以雷迪奇和布羅姆斯格羅夫為終點。 從利奇菲爾德特倫特谷站前往伯明翰新街站的跨城線列車車程約41分鐘。此外，利奇菲爾德特倫特谷站位於西海岸主線上，提供前往倫敦尤斯頓、特倫特河畔斯托克、斯塔福德和克魯的半快速列車服務。 儘管該站位於伯明翰以北，但前往倫敦尤斯頓的火車車程只需 1 小時 9 分鐘。 利奇菲爾德市站位於市中心，利奇菲爾德特倫特河谷位於市中心東北方向 1.37 公里處，從市中心步行前往約需 20 分鐘。

### 航空
伯明翰機場位於利奇菲爾德市中心以南 32 公里處，東密德蘭機場則位於市中心東北 32 公里處。

## 外部連結
- Lichfield City Council（页面存档备份，存于）
- Lichfield District Council（页面存档备份，存于）
- Visit Lichfield - Travel and Tourism body（页面存档备份，存于）
- Lichfield Arts（页面存档备份，存于）
- Gilman, D. C.; Peck, H. T.; Colby, F. M. (编). .  (第1版). 纽约: Dodd, Mead. 1905.
- . . 1920.